# The P.M.R.C. Can Suck on This!
The P.M.R.C. Can Suck on This! è un EP della punk rock band NOFX, registrato nel 1986 e pubblicato nel 1987 per l'etichetta Colossal Wassail Records e successivamente per la Fat Wreck Chords.
Sulla copertina originale era raffigurata Tammy Faye Messner avente una scena di sesso anale col suo futuro marito Jim Bakker.

## Tracce

### Lato A
1. Dueling Retards (non pubblicata in precedenza)
2. On the Rag
3. A200 Club

### Lato B
1. Shut Up Already (pubblicata nel primo album Liberal Animation del 1988)
2. The Punk Song (pubblicata nell'album 45 Or 46 Songs That Weren't Good Enough To Go On Our Other Records del 2002)
3. Johnny B. Goode (cover di Chuck Berry)

## Formazione
- Fat Mike - basso e voce
- Dave Casillas - chitarra
- Eric Melvin - chitarra
- Erik Sandin - batteria